# Morpho impunctatus
Morpho impunctatus är en fjärilsart som beskrevs av Le Moult 1926. Morpho impunctatus ingår i släktet Morpho och familjen praktfjärilar. Inga underarter finns listade i Catalogue of Life.